# Oppurg
Oppurg là một đô thị ở huyện Saale-Orla, bang Thüringen, Đức. Đô thị này có diện tích 15,76 km2, dân số thời điểm ngày 31 tháng 12 năm 2006 là 1330 người.